# Liste der Monuments historiques in Montbouton
Die Liste der Monuments historiques in Montbouton führt die Monuments historiques in der französischen Gemeinde Montbouton auf.

## Liste der Bauwerke
| Bezeichnung                                                       | Beschreibung | Standort | Kennzeichnung | Schutzstatus | Datum | Bild           |
| ----------------------------------------------------------------- | ------------ | -------- | ------------- | ------------ | ----- | -------------- |
| Brunnen                                                           |              | (Lage)   | PA00101152    | Inscrit      | 1980  | weitere Bilder |
| Tumulus und Friedhof (auch auf dem Gebiet der Gemeinde Beaucourt) | Neolithikum  | (Lage)   | PA00125420    | Inscrit      | 1993  |                |

## Liste der Objekte
- Monuments historiques (Objekte) in Montbouton in der Base Palissy des französischen Kultusministeriums